# Дерашифікація
Дерашифікація (звільнення від рашизму) — система заходів зі звільнення політики, культури, ЗМІ та юриспруденції путінської Росії від впливу та наслідків рашизму після перемоги України у російсько-українській війні.
Термін вперше використаний у інтерв'ю та дописах політичного аналітика Єгора Шишенка, у вересні 2014 у контексті необхідності майбутніх перетворень в РФ, які мають повторити денацифікацію Третього рейху по закінченню Другої світової війни.